# Meidpass
Der Meidpass ist ein 2790 m ü. M. hoher Saumpass im Kanton Wallis, Schweiz. Der Pass verbindet das Turtmanntal im Osten mit der Talgemeinde Oberems und dem Val d’Anniviers im Westen mit der Talgemeinde Anniviers, Ortsteil St. Luc. Unterhalb der Passhöhe liegt auf der Ostseite der kleine Meidsee.
Der Pass bildet die Sprachgrenze zwischen dem deutschsprachigen- und dem französischsprachigen Teil des Kantons Wallis.

## Alpenpässe-Weg
Über den Meidpass führt die nationale Wanderroute Alpenpässe-Weg von SchweizMobil Nr. 6.18 Gruben–Zinal (Etappe 18).